# Stazione di Rieti
Stazione di Rieti vasútállomás Olaszországban, Rieti településen.

## Vasútvonalak
Az állomást az alábbi vasútvonalak érintik:
- Terni–Sulmona-vasútvonal

## Kapcsolódó állomások
A vasútállomáshoz az alábbi állomások vannak a legközelebb:
- Stazione di Cittaducale
- Stazione di Poggio Fidoni